# Willem Einthoven

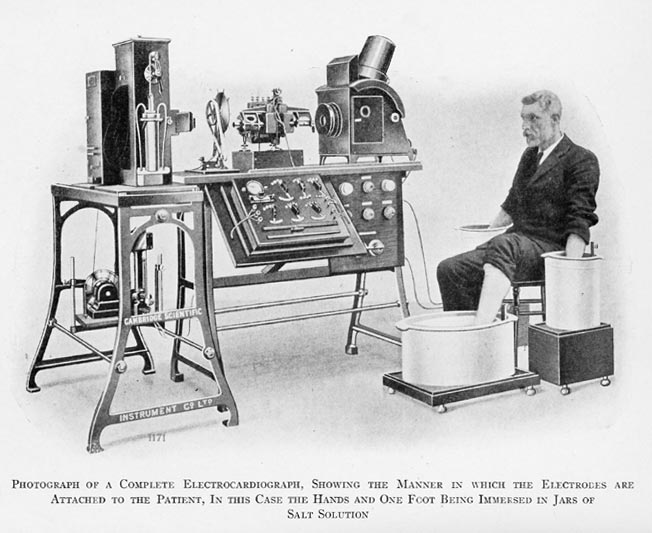
Einthovens EKG-apparat

Willem Einthoven, född 21 maj 1860 i Semarang i Nederländska Ostindien, nuvarande Indonesien, död 29 september 1927 i Leiden, var en nederländsk nobelpristagare i medicin. Han tilldelades priset 1924 för uppfinningen av en användbar elektrokardiograf, varmed han kunde diagnostisera hjärtsjukdomar. 
Einthoven studerade medicin i Utrecht under Franciscus Cornelis Donders och Hermann Snellen och blev 1879 assistent hos den senare. 1885 blev Einthoven medicine doktor och samma år professor i fysiologi vid universitetet i Leiden. I sitt arbete ”Die galvanometrische Registrierung des menschlichen Elektrokardiogramms etc.” 1923 angav han principerna för den av honom införda stränggalvanometern. Einthoven har inte bara undersökt hjärtats ”aktionsström”, elektrokardiogrammet, utan även näthinneströmmen, aktionsströmmen i nerver, hudmotståndet med mera.
1924 invaldes han också som utländsk ledamot nummer 698 av Kungliga Vetenskapsakademien.